# ذير فور يو
ذير فور يو (بالإنجليزية: There for You)‏ هي أغنية الدي جي الهولندي مارتن غاركس والمغني الأسترالي تروي سيفان . صدرت في 26 مايو 2017. كجزء من ألبوم ريمكس الصادر في 18 أغسطس 2017، ويضم ريمكسات من أراتان وبالي بانديتس وبارت بي مور وجوليان جوردان، ماديسون مارس، فينتاج كالتشر، كينغ آرثر، جولدهاوس، بروغ، وليوني ولونتاليوس.